# Senala

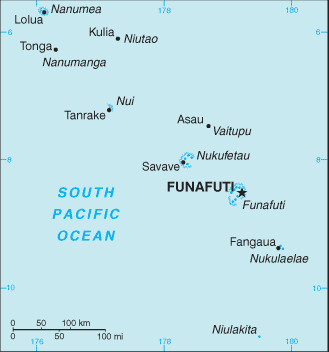
Mapa de Tuvalu.

Senala es un pequeño poblado del país de Tuvalu en Oceanía situado en el islote de Fongafale, en el atolón Funafuti. Cuenta con una población aproximada de 1 207 habitantes (censo 2012).